# Мошенська сотня
Мошнинська сотня (вона ж і Мошенська, Мошнянська сотня) — адміністративно-територіальна та військова одиниця у складі Черкаський полку за Гетьманщини (Військо Запорозьке Городове) з центром у містечку Мошни (нині село Черкаського району Черкаської обл.).

## Історія
Утворилася весною 1648 року. За «Реєстром» 16 жовтня 1649 року мала 226 козаків на чолі із сотником Нестером Терещенком.
Сотня згадана і в присяжних списках 1654 року.
Ліквідована, ймовірно у 1667 році після Андрусівської угоди, хоча військовий підрозділ стояв там до 1674 року — походу І.Самойловича на Правобережжя.

### Сотники
- Терещенко Нестор (? — 1649 — ?)
- Степан (Бражка, Кривошапка, Скриченко, Шелепуха) (1658)
- Стельмах Левко (? — 1660 — ?)
- Іванович Яцько (? — 1669—1669 — ?)
- Костенко Андрій (? — 1669 — ?)
- Стеценко Лука (? — 1673 — ?)
- Головня Іван, Лепинський Станіслав (?— 1699 —?)
- Чалий Андрій (?— 1700 —?)

### Отамани
- Мартинович Луцик (? — 1669 — ?)